# Aftermath (banda)
Aftermath es una banda stadounidense de Chicago, Illinois, Estados Unidos, que se formó en 1985. Han lanzado tres álbumes de estudio bajo dos apodos y han estado involucrados en varios proyectos de compilación. Posteriormente, cambiaron su nombre a Mother God Moviestar en 1998 después de una disputa de marca registrada con Dr. Dre en la que el tribunal determinó que ambos podían usar el nombre. La banda se reformó como Aftermath en 2015.

## Historia
Aftermath fue una banda de thrash metal con sede en Chicago durante las décadas de 1980 y 1990. Sus demostraciones los llevaron a las revistas de metal, ¡incluido Kerrang!, Metal Hammer, RIP Magazine, Raw, y Metal Forces . ¡Su demostración de Words that Echo Fear fue seleccionada como una de Kerrang! Las 10 mejores demostraciones de 1990. El debut de la banda, Eyes of Tomorrow, ha sido lanzado por múltiples sellos a lo largo de los años y sus demos continúan generando interés y fanáticos en todo el mundo, como lo demuestran las dos reediciones en Shadow Kingdom Records y Divebomb Records.

Habiéndose reunido en 2015, la banda tocó en el festival Ragnarokkr Metal Apocalypse en Chicago en mayo y en el festival Headbanger's Open Air en Hamburgo, Alemania, en julio. Celebrando 30 años desde su formación, la banda reeditó su álbum debut Eyes of Tomorrow en Shadow Kingdom Records el 4 de septiembre de 2015. La versión remasterizada de Paul Logus (Pantera, Anthrax) incluye un folleto ampliado y cuatro bonus tracks. En octubre, Divebomb Records reeditó Killing the Future junto con cinco pistas adicionales y un folleto ampliado, una vez más remasterizado por Paul Logus.

## Población
Aftermath, con sede en Chicago, liderado por Kyriakos "Charlie" Tsiolis, nacido en Grecia, se formó en octubre de 1985 cuando Charlie y su compañero de escuela Steve Sacco (guitarra) se juntaron. Esta encarnación temprana con Adam (bajo) y Ray Schmidt (batería) lanzó su primera demostración llamada 'Sentenced To Death' en 1986 con 'Sentenced to Death', 'Revenge', 'Shotgun' y 'The Aftermath'. En 1987, lanzaron su segundo demo titulado 'Killing The Future' con los temas 'When Will You Die', 'Going No Place', 'Chaos', 'Meltdown' y 'War For Freedom'.

Las pistas "War For Freedom" y "When Will You Die" aparecieron en el LP recopilatorio de la revista británica 'Metal Forces' 'Demolition: Scream Your Brains Out' en 1988 Metal Forces . El LP incluía pistas de Leviathan ( Chris Barnes ( Six Feet Under ) en la voz), Angel Of Death de Hobbs, Anacrusis & Atrophy . La aparición en la compilación de Metal Forces amplió aún más el atractivo internacional de la banda.
En 1988, la dirección musical estaba cambiando y las líneas de bajo simples y crudas de Adam pronto serían reemplazadas por partes de bajo complejas y técnicas manejadas al principio por John Lovette. Irónicamente, John nunca tocó el bajo en ninguna grabación de Aftermath y ni siquiera era bajista. Sin embargo, tenía tantas ganas de unirse a la banda que vino a la audición con el bajo de un amigo que acababa de empezar a tocar. La velocidad y el juego complejo que mostró fue algo que ninguno de los miembros había visto antes en el bajo. Consiguió el concierto ese día. Cuando la banda decidió que era hora de agregar un segundo guitarrista, Lovette les dijo a sus compañeros de banda su deseo de cambiar a la guitarra y, por primera vez, se sinceró, era un guitarrista que pretendía ser un bajista todo el tiempo. Su forma de tocar el bajo fue superada por sus habilidades con la guitarra, la banda encontró a su segundo guitarrista, pero desafortunadamente, la búsqueda de un bajista había vuelto. Por suerte, la búsqueda (al menos por el momento) terminó con Danny Vega. Su forma de tocar complementó la forma de tocar la guitarra de Lovette y Sacco y trabajó con la percusión de Schmidt. Con Lovette a cargo de la mayoría de las tareas de composición de canciones, Aftermath estaba a punto de sufrir un cambio musical.
En 1989, ese cambio provocado por la escritura de Lovette y los gustos y estilos musicales de la banda se había ralentizado y madurado, como lo demuestra el lanzamiento de la demo clásica clandestina 'Words That Echo Fear'.

## 1990
A medida que se acercaba la nueva década y su éxito clandestino internacional seguía aumentando, Aftermath estaba a punto de embarcarse en la búsqueda de otro bajista (Chris Waldron), negociaciones con el sello, la quiebra del sello, la grabación de su debut y una batalla por la marca registrada.

## SagaOjos del Mañana
En 1990, basado en el éxito internacional de la demostración de Words that Echo Fear, el sello de metal RoadRacer Records (una subsidiaria de Roadrunner Records) se acercó a la banda para un acuerdo de demostración, que resultó en una demostración en vivo de cuatro pistas con las canciones 'Eyes of Tomorrow', 'Afraid Of Time', 'The Act Of Unspoken Wisdom' y 'Reflecting Pictures'. Las negociaciones finalmente se rompieron y Aftermath firmó con Big Chief Records de la ciudad de Nueva York . El colapso del sello a mitad de las sesiones de grabación provocó un largo retraso en la finalización del disco. Mientras la banda luchaba para pagar la factura del estudio, el álbum que la banda comenzó a grabar en 1990 no vería la luz durante cuatro años. La experiencia dejó a la banda tambaleándose y los obligó a publicar el álbum por sus propios medios con la ayuda de su manager a través de Zoid Recordings en 1994. Habían pasado cuatro años desde las grabaciones iniciales del disco "Eyes Of Tomorrow" y la escena había cambiado. Posteriormente, el álbum se relanzó en Thermometer Sound Surface / Zoid y se lanzó nuevamente cuatro años después en Black Lotus Records en una versión remasterizada. Area Death Productions remasterizó el disco una vez más como parte de su box set llamado 25 Years of Chaos lanzado en 2011. En 2015, Shadow Kingdom Records reeditó el disco con pistas adicionales como parte de un conjunto de 2 CD con ilustraciones ampliadas, un nuevo tratamiento de portada y remasterizado por Paul Logus.

## Disputa de marca registrada
Después del acto, perdió un caso judicial notable Tsiolis v. Interscopio. Registros. Inc., 946 F.Supp. 1344, 1349 (NDIII. 1996) con Dr. Dre sobre la propiedad del nombre. Dre informó que hizo una oferta conciliatoria de unos 50.000 dólares por los derechos de uso del nombre, pero seguiría adelante y lo usaría de todos modos. Afortunadamente para la banda, este período de confusión había tendido puentes con Interscope Records . Después del cambio de nombre a Mother God Moviestar, firmaron con Interscope para el debut homónimo de electro-metal de marzo de 1998. El caso ha sido estudiado en las facultades de derecho de todo el país relacionado con el tema de la dilución de marcas.

## Batalla legal y Mother God Moviestar
En enero de 1997, el grupo, manteniendo una formación estable pero aumentando su sonido con la incorporación de DJ Delta 9 y la vocalista femenina Roxanne, se retitularon Mother God Moviestar, optando por seguir una dirección de rock alternativo. Aftermath ha seguido recibiendo elogios de la crítica como una de las principales influencias del género.[cita requerida] La banda aparece en A - Z of Thrash Metal de Gary Sharpe-Young. 

## Discografía
Demos
- Condenado a muerte (1986)
- Matar el futuro (1987)
- Palabras que hacen eco del miedo (1989)

Compilaciones
- Las fuerzas del metal gritan hasta sacarte los sesos

Longitud total
- Ojos del mañana (1994) reeditado
- mother god moviestar (Interscope) 1998 bajo el nombre Mother God Moviestar
- Hay algo mal (2019)

Lanzamientos de 2010 y 2011
- 25 años de caos - Caja (Area Death Productions) (2010-2011)
- Cuando morirás (1986-1989) Vinilo (FOAD Records) (2011)

Lanzamientos de 2015
- Eyes of Tomorrow (Shadow Kingdom Records) 4 de septiembre de 2015 Remasterizado por Paul Logus (Pantera. Anthrax) con 4 bonus tracks
- Killing the Future (Divebomb Records) 30 de octubre de 2015 Remasterizado por Paul Logus (Pantera, Anthrax) con 5 bonus tracks

lanzamiento 2019
- There is Something Wrong (Zoid Entertainment) (The Label Group) (InGrooves) 15 de febrero de 2019 Versión europea en Sleaszy Rider Records